# Тимукуа (народ)

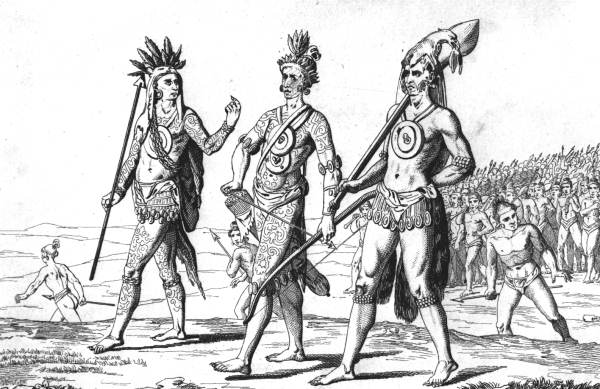
Воины тимукуа с оружием и татуировками. Рисунок Жака Ле-Муана, 1562 год

Тимукуа или тимуква (англ. Timucua) — коренной народ Северной Америки, живший на севере полуострова Флорида. Его территория простиралась с севера современного штата Флорида до юга Джорджии. Различные племена тимукуа говорили на языке тимукуа, близком к мускогским языкам.
Название «тимукуа» первоначально было в употреблении у племени сатурива вблизи современного Джексонвиля. Им обозначали людей, живущих к северу от реки Санта-Фе. Это название было перенято действовавшими во Флориде испанскими миссионерами.
Во время первых контактов с европейцами население тимукуа составляло, по разным оценкам, от 50 до 200 тысяч человек и было разделено на, по меньшей мере, 35 родовых кланов. Несмотря на различные родовые союзы, тимукуа никогда не образовывали совместную политическую единицу.

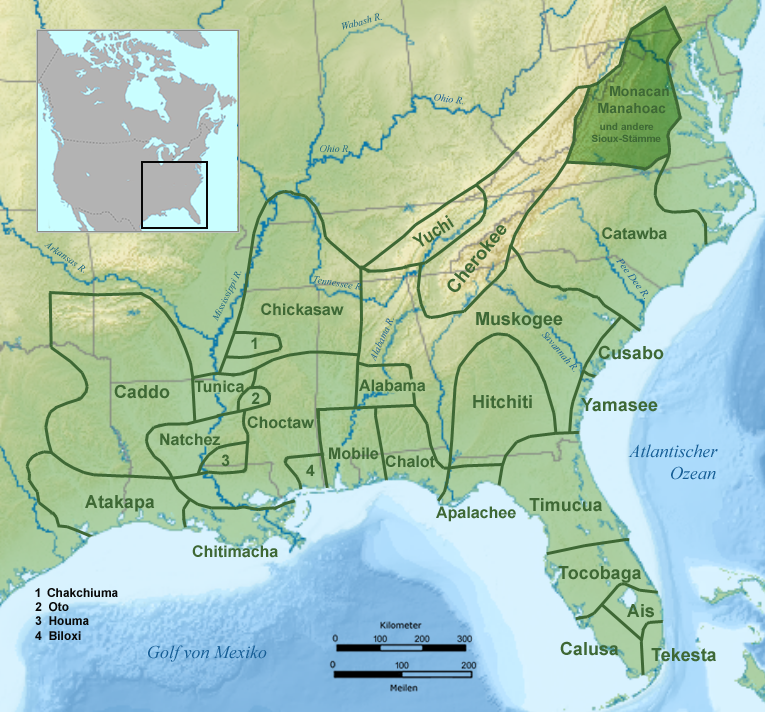
Расселение тимукуа (Timucua) на территории северной Флориды

Тимукуа вели оседлый образ жизни и обитали в круглых хижинах, покрытых пальмовыми листьями. Их способом пропитания была охота, рыбная ловля и собирание диких растений. На воде они пользовались челнами. Умерших хоронили в земле. У мужчин по всему телу были татуировки. Деревни тимукуа были ограждены прочным частоколом, а в каждом важном поселении был центральный дом, в котором проводились племенные церемонии. Были распространены каннибализм и полигамия.